# Věra Vlková
Věra Vlková (* 25. února 1942 Benešov) je česká herečka a zpěvačka. Jejím manželem byl filmový herec, operní, operetní a muzikálový pěvec Karel Fiala.

## Životopis
Během studií na konzervatoři dostala v roce 1961 z karlínského divadla nabídku hostovat v roli Sugarlee v muzikálu Slavnost v Harlemu, kterou, ač teprve osmnáctiletá, přijala. Po zvládnutí této role byla Hudebním divadlem Karlín přijata do stálého angažmá, v němž zůstala skoro celý život. V roce 1964 hrála Lízu Doolittleovou v muzikálu My Fair Lady. Během svého působení se představila v řadě rolí, například jako Káča v Divotvorném hrnci, Minnie v Hello, Dolly!, Princezna v muzikálu Gentlemani, Magnolie v Lodi komediantů, Liduška v Paní Marjánka, matka pluku, Baronka z Kratihájů ve světové premiéře Zvonokosy, cikánka Izergyl v muzikálu Cikáni jdou do nebe, Sladká Sue v Sugar! (Někdo to rád horké), nebo jako Denisa v Mamzelle Nitouche.
V divadle se poznala i se svým manželem Karlem Fialou, s kterým byla více než 50 let v manželství. Seznámil je Oldřich Nový a „zajiskřilo“ to mezi nimi během jejich vystupování v muzikálu West Side Story, kde se na konci hry podle scénáře vášnivě políbí. Z karlínského divadla odešli až počátkem 90. let, kdy do divadla přišel nový ředitel. Ten začal prosazovat operu, což se nelíbilo zaměstnancům divadla a napsali petici na jeho odvolání. Petici podepsali i Karel Fiala s manželkou Věrou a dostali za to výpověď. Na vrátnici divadla byla vyvěšena jejich fotografie s tím, že nesmí dovnitř ani pro své věci. Následně se společně věnovali koncertním a zájezdovým vystoupením po celé republice.
S manželem má dva syny, Tomáše a Jana, který je otcem herečky Anny Fialové.
V roce 2019 obdržela Věra Vlková cenu Thálie za celoživotní mistrovství v oboru muzikál a opereta.